# Sarah Bianchi
Sarah Bianchi (Buenos Aires, 2 de mayo de 1922 - Buenos Aires, 6 de julio de 2010), cuyo nombre completo era Sarah Haydee Bianchi, fue una docente, directora de teatro, actriz de teatro, titiritera y autora de diversos espectáculos de títeres para niños y adultos que nació en Argentina y tuvo una trayectoria artística de más de 55 años.

## Actividad artística
Hija de un director de orquesta de Bérgamo, Italia, obtuvo en 1939 el título de Maestra Normal Nacional en la Escuela Normal N.º 1 y en 1942 el de Profesora en Letras en la Escuela Roque Sáenz Peña.
Su carrera artística la inició como pintora, y desde 1940 expuso en Salones Nacionales, Municipales y Provinciales así como en exposiciones individuales, obteniendo diversos galardones de instituciones oficiales y particulares.
Actuó en teatro interpretando obras del repertorio universal, entre las que se cuentan El barrendero de Jacques Prévert, Un episodio más de Maruja Gil Quesada y El poder y la gloria de Graham Greene.

## Inicio de su relación con los títeres
En 1944 se encontró en una exposición de arte en la que presentaban sus trabajos con Mane Bernardo (1913-1991), que tenía un teatro independiente que se llamaba La Cortina, ya había hecho títeres y la habían nombrado directora del Teatro Nacional de Títeres del Instituto Nacional de Estudios de Teatro, que había sido creado en 1936 juntamente con la Comedia Nacional y el Conservatorio Nacional de Arte Dramático. Estaba armando un equipo de trabajo y la invitó. Sarah comenzó pintando telones y modelando títeres, participando de esa rareza de ser una adelantada en la disciplina. Fueron desalojadas del Cervantes en 1946 luego que el gobierno cerrara dicho teatro, y perdieron gran parte de sus materiales debido a un incendio que no se consideró casual. Con Mané Bernardo fundó en 1947 el Teatro Libre Argentino de Títeres pero debieron cambiarle el nombre al grupo porque «la palabra “libre” estaba prohibida» por lo que le pusieron «Títeres Mané Bernardo-Sara Bianchi». No fue el único tropiezo que tendrían, como lo comprobaron años después cuando presentaron una versión de El rey desnudo, que trajo complicaciones. Pero hubo otros títulos más inocentes, como El encanto del bosque, Los traviesos diablillos y Una peluca para la luna.
Desarrolló su actividad como titiritera en espectáculos para niños y adultos, tanto como directora, intérprete y autora. Junto a Mane Bernardo realizaron largas temporadas de labor teatral y artística tanto dentro del país como fuera de él en extensas giras por casi toda América y Europa y por el norte de África que incluyeron presentaciones en Puppetteres of America (Estados Unidos), Opera dei Burattini (Italia) y una gira por 14 países patrocinada por el Ministerio de Relaciones Exteriores y Culto. Parte de las nuevas técnicas para retablo fueron la utilización de la mano desnuda y la incorporación de títeres no antropomórficos, anticipándose al después denominado Teatro de Objetos. Bianchi rememoraba que en el siglo XVI el Concilio de Trento consideró perjudicial las marionetas, y obligó a la trashumancia y el armado de retablos callejeros que, finalmente, fortaleció una de las peculiaridades del títere: la de ser figura característica de un lugar y hasta de un pueblo y agregaba «cualquier objeto se convierte en personaje de teatro y cobra vida por la manipulación del titiritero». Cuando el público infantil mermaba, realizaban espectáculos para adultos con obras clásicas del teatro español y francés, y en los últimos años, programando obras con diferentes grupos, algunos surgidos de su taller. Entre sus títeres, Lucecita fue «el amor nunca olvidado», el muñeco que la acompañó siempre, y cuyo nombre utilizó para su libro Autobiografía y memorias de un títere genial.
Además de su labor en el I.N.E.T. tuvo a su cargo la Cátedra de Títeres en la Facultad de Psicopedagogía de la Universidad del Salvador, fue profesora de Teatro, Mimo y Títeres en el Instituto Vocacional de Arte de la Municipalidad de la Ciudad de Buenos Aires (1961-1977), vicedirectora del mismo (1969-1985) y profesora de Mimo y Pantomima en la Escuela Municipal de Arte Dramático, entre otros.
También hizo presentaciones en emisoras de radios y canales de televisión, donde condujo algo semejante a «un circo en la pantalla», donde el guía era el payaso Picaporte, escribió para revistas Sur, Lyra y Saber Vivir, e hizo traducciones de textos de ficción, técnicos y de teatro con prólogos, notas y comentarios de su autoría. En 2007 el Instituto Nacional del Teatro publicó sus obras completas Teatro, títeres y pantomimas.
Entre los galardones que recibió se destacan una mención especial en los Premios Podestá en 2002, el premio Trinidad Guevara a la trayectoria en 2004 y el premio en la Fiesta Nacional del Teatro en 2006. También obtuvo el Premio Konex a las 100 mejores figuras del espectáculo y la Faja de Honor de la Sociedad Argentina de Escritores. En 1995 recibió el Premio Pregonero en la Feria del Libro Infantil y en 1997 fue declarada «Amiga Permanente de los Niños» de la Ciudad de Necochea y desde entonces se instituyó, en esa ciudad, el premio «Mane-Sarah» al Mejor Titiritero. Fue declarada Ciudadana ilustre de la Ciudad de Buenos Aires.
También recibió el Premio Argentores por sus 50 Años de Teatro, el Premio María Guerrero a la Trayectoria; el Premio a la Trayectoria, otorgado por el Instituto Nacional del Teatro y el Premio Pablo Podestá a la Trayectoria Honorable, otorgado por la Asociación Argentina de Actores.

## El Museo Argentino del Títere y la Fundación Mane Bernardo - Sarah Bianchi
El 5 de noviembre de 1983 Bianchi y Bernardo fundaron en Buenos Aires en la casona de Piedras 905 –donde había nacido Mane– el Museo del Títere, la Biblioteca, con más de mil títulos dedicados a la historia y técnicas titiriteras, y el Archivo del Títere, dependientes de la Fundación Mané Bernardo - Sarah Bianchi, que lleva realizadas más de 50 exposiciones gratuitas en todo el territorio del país, entidad de bien público que Bianchi presidió hasta su muerte.
En el Museo Argentino del Títere se hallan expuestos más de cuatrocientos títeres (y otros resguardados), creados con diferentes técnicas: de varilla, guante (su técnica preferida), dedal y sombra. También hay otras marionetas, algunas muy antiguas, de Indonesia, China, África y piezas europeas del siglo VIII, adquiridas, donadas u obtenidas por trueque con otros artistas. Bianchi admiraba el arte oriental y la técnica del pulcinella y el puppi italianos, Mane se resistía a la brujas «feas y malas», porque, «¿cómo transmitir una personalidad que no me interesa?». En el Museo hay títeres tan preciados, como los del legendario Teatro Sicilia, de La Boca, que funcionó hasta 1925, época en la que todavía no se había producido el empujón de popularidad de las marionetas que significó la visita de Federico García Lorca en 1934, año de despegue para las creaciones de Javier Villafañe y su célebre Juancito (títere de guante), al que siguieron, entre otros maestros, Mane Bernardo y Ariel Bufano.

## Intérprete de teatro
- Fábula del sueño de Osvaldo Svanascini
- El barrendero de Jacques Prévert
- Un episodio más de Maruja Gil Quesada
- Atardecer de Paul Vialar
- Tres actores… un drama de Michel de Ghelderode
- El poder y la gloria de Graham Greene
- El huevo de Felicien Marceau

## Obras publicadas
- El Guignol en García Lorca. Editorial Sophos.
- Títeres para Jardineras. Ángel Estrada Editor.
- Cinco Obras para Títeres. Editorial Magisterio.
- Títeres para niños. Edición de T.L.A.T.
- Toribio se resfrió. Ediciones del Quirquincho.
- Cuatro manos y dos manitas. Ediciones Tu Llave.
- Sin pies pero con cabeza. El francotirador editores.
- Ranitas viajeras. Editora Estelar
- Seis colores. Editora Estelar
- Obras completas. Instituto Nacional del Teatro.
- Historias de Títeres (en coautoría con Silvia Paglieta). Fundación Mane Bernardo y Asociación de Lectores Argentinos.

## Premios y distinciones
- 1960: Premio Talía y Seminario teatral del aire.
- 1962: Premio en la categoría Teatro Guiñol del 2° Congreso Mágico Argentino.
- 1963: Primer Premio IV Festival Espectáculos para Niños (Necochea).
- 1963: Premio del Festival Internacional de Cine Infantil.
- 1963: Premio en la Exposición Internacional de Muñecos de la Municipalidad de La Plata.
- 1973: Diploma de Honor del Instituto Peruano de Teatro de Títeres.
- 1974: Primer premio Elefante de Oro en el XIII Festival Infantil de Necochea.
- 1974: Premio Copa de Honor del Consejo Nacional de Educación.
- 1975: Premio Payasito de Oro del Primer Festival de Espectáculos para Niños de la República Oriental del Uruguay.
- 1978: Premio Títere de Plata del 1.er: Festival de Teatro de Muñecos del Departamento Artigas, Uruguay.
- 1979: Primer Premio del Concurso Nacional de Espectáculos para Niños de la V Feria del Libro.
- 1985: Premio Alicia Moreau de Justo por «Una actitud en la vida».
- 1991: Premio Konex de Espectáculos (Diploma al mérito) en la categoría Pantomima y Títeres.[9]
- 1992: Faja de honor de la Sociedad Argentina de Escritores por su obra 4 manos y 2 manitas.
- 1995: Premio «Carrousel de las Artes»
- 1995: Premio Pregonero en la Feria del Libro Infantil.
- 1997: Premio Mecenas de la revista Qué Hacemos
- 1997: Declarada «Amiga permanente de los niños de la ciudad de Necochea»
- 1998: Premio ARGENTORES, por sus 50 años de teatro.
- 1999: Premio ARGENTORES por su aporte al teatro para chicos.
- 2001: Premio Teatro del Mundo de la Universidad de Buenos Aires.
- 2001: Premio María Guerrero por su trayectoria.
- 2002: Premio Homenaje en el Festival Nacional de Títeres (Crespo), Entre Ríos.
- 2002: Premio Trinidad Guevara de la Asociación Argentina de Actores.
- 2002: Diploma de honor del Congreso de la Nación Argentina.
- 2002: Diploma Homenaje del «Centro de documentación de títeres» (Bilbao, España) «por una vida dedicada al teatro de títeres».
- 2003: Declarada Ciudadano Ilustre de la Ciudad Autónoma de Buenos Aires
- 2003: Declarada Patrimonio vivo, por la Dirección General de Patrimonio Histórico, Secretaría de Cultura del Gobierno de la Ciudad de Buenos Aires «por una vida divulgando cultura».
- 2004: Premio Trinidad Guevara de Secretaría de Cultura del Gobierno de la Ciudad de Buenos Aires.
- 2004 Premio La Reja de Oro por su trayectoria, de la Cofradía de Letras y Artes de San Telmo.
- 2005: El diario Clarín la seleccionó como una de las 10 mujeres destacadas del año 2004.
- 2005: La Comisión de Cultura del Consejo Profesional de Ciencias Económicas la seleccionó como una de las tres mujeres destacadas en el arte.
- 2006: Premio Nacional de Teatro otorgado por el Instituto Nacional de Teatro.
- 2006: Premio Pablo Podestá a la trayectoria, otorgado por la Asociación Argentina de Actores.
- 2006: Galardonada con la Orden del Eslabón, distinción otorgada a su trayectoria, considerada eslabón de la cultura por el Museo de la Ciudad, del Ministerio de Cultura de la Ciudad de Buenos Aires.
- 2008: Premio ATINA, otorgado por la Asociación de Teatros Independientes para Niños y Adolescentes, junto a la Universidad Popular de Belgrano.
- 2009: Premio Gorgorito a la trayectoria de UNIMA Madrid con el apoyo de la Consejería de Cultura y Deporte de la Comunidad de Madrid y la colaboración de UNIMA Federación España.
- 2011: Premio Konex de Espectáculos (Diploma al mérito) en la categoría Infantil-Juvenil (Póstumo).[10]